# Willem Beusekamp
Willem Beusekamp  (1949) is een Nederlandse journalist en schrijver. 
Willem Beusekamp werkte vrijwel zijn hele loopbaan voor de Volkskrant. Zijn journalistieke loopbaan begon bij de Amersfoortse Courant/Veluws
Dagblad. Vervolgens begon hij in Amsterdam op de financieel-economische afdeling. Na zeventien jaar werd hij van 1990 correspondent voor de Volkskrant in Bonn.  Vanaf 1999 deed hij vier jaar verslag van het Italiaanse nieuws vanuit Rome om daarna terug te keren naar de stadsredactie in Amsterdam.  In 2009 nam hij afscheid van de Volkskrant. 

## Erkenning
In 1978 won Beusekamp de Prijs voor de Dagbladjournalistiek. Het was de bekroning voor zijn geschriften over het debacle van Koninklijke
Scholten-Honig (KSH).